# H4-гистаминовый рецептор
H4-гистами́новый реце́птор (сокр. H4), также H4-реце́птор — интегральный мембранный белок, один из 4-х гистаминовых рецепторов, относится к суперсемейству родопсинподобных рецепторов, связанных с G-белком. Активируется посредством связывания гистамина. Кодируется у человека геном HRH4, который локализован на длинном плече (q-плече) 18-й хромосомы.
Белок состоит из последовательности 390 аминокислотных остатков и имеет молекулярную массу равную 44496 Да.

## Структура
Трёхмерная структура рецептора H4 до сих пор полностью не изучена из-за трудностей кристаллизации GPCR. Некоторые попытки были предприняты для разработки структурных моделей H4-рецептора. Первая модель рецептора H4  была построена путём гомологического моделирования на основе кристаллической структуры бычьего родопсина. Эта модель использовалась для интерпретации данных сайт-направленного мутагенеза, которая выявила решающее значение аминокислотных остатков Asp94 (3.32) и Glu182 (5.46) при связывании лиганда и активации рецептора.
Вторая идентификационная модель H4-рецептора на основе родопсина была успешно использована для идентификации новых H4-лигандов.
Недавние достижения в кристаллизации GPCR, в частности определение H1-гистаминового рецептора человека в комплексе с доксепином, вероятно, повысят качество новых структурных моделей H4-рецепторов.

## Локализация рецепторов
H4-рецептор имеет высокий показатель экспрессии в костном мозге и белых кровяных тельцах и регулирует высвобождение нейтрофилов из костного мозга и последующую инфильтрацию плеврита, идуцированного зимозаном,  смоделированного на мышах. Он также экспрессируется в толстом кишечнике, печени, лёгких, тонком кишечнике, селезёнке, семенниках, тимусе, миндалинах и трахее. Было также обнаружено, что H4R демонстрирует однородную картину экспрессии в эпителии ротовой полости человека.

## Функции
Было показано, что H4-гистаминовый рецептор участвует в опосредованном изменении формы эозинофилов и хемотаксисе тучных клеток. Это происходит через βγ-субъединицу, действующую на фосфолипазу C, которая вызывает полимеризацию актина и, в конечном итоге, хемотаксис.

## Лиганды

### Агонисты
- 4-Метилгистамин
- VUF-8430 (2-[(Аминоиниминометил)амино]этилкарбамоимидотионовой кислоты эфир)
- OUP-16

### Антагонисты
- Тиоперамид
- JNJ 7777120
- VUF-6002 (1-[(5-хлор-1Н-бензимидазол-2-ил)карбонил]-4-метилпиперазин))
- A987306
- A943931
- Пимозид
- Toreforant (JNJ 38518168)
- Izuforant (JW1601)
- Adriforant (ZPL-3893787)
- Seliforant (SENS-111)

### Терапевтический потенциал
Путём ингибирования H4-рецептора  можно лечить бронхиальную астму и аллергию.
Высокоселективный антагонист H4-гистаминовых рецепторов VUF-6002 активен в ротовой полости и ингибирует активность как тучных клеток, так и эозинофилов in vivo , а также и обладает противовоспалительными и антигипергальгическими эффектами.